# Tracy Vilar
Tracy Vilar (New York, 12 april 1968) is een Amerikaanse actrice.
Vilar begon met acteren in 1994 met de film Fresh. Hierna heeft zij nog meerdere rollen gespeeld in films en televisieseries.

## Filmografie

### Films
- 2023 Missing - als rechercheur Gomez
- 2016 Officer Downe - als Hanso
- 2016 Untitled Laura Steinel Project - als Cheryl
- 2014 Search Party - als Sarah McLachlan
- 2002 Full Frontal – als Heather
- 2001 K-PAX – als Maria
- 1999 Double Jeopardy – als Orbe
- 1998 There's No Fish Food in Heaven – als Shirley
- 1997 Two Came Back – als kustwacht
- 1997 Gridlock'd – als gillende vrouw
- 1996 Grace of My Heart – als Annie
- 1996 Joe's Apartment – als klagende bedienster
- 1996 Sunset Park – als Shirley
- 1994 Crooklyn – als Monica
- 1994 The Cosby Mysteries – als politieagente
- 1994 Fresh – als vrouw

### Televisieseries
Uitgezonderd eenmalige gastrollen.
- 2021 Maid - als Yolanda - 7 afl.
- 2017 Get Shorty - als FBI operator - 2 afl.
- 2012-2013 Partners – als Ro-Ro – 9 afl.
- 2008-2012 House – als verpleegster Regina – 6 afl.
- 2006 Saved – als Angela de la Cruz – 13 afl.
- 2003-2004 Good Morning, Miami – als Stacy – 4 afl.
- 2002 MDs – als verpleegster – 4 afl.
- 2001 One on One – als Ms. Moody – 2 afl.
- 1997 ER – als Doris – 2 afl.
- 1996-1997 The Steve Harvey Show – als Sophia Ortiz – 21 afl.
- 1996 Kirk – als Gina – 2 afl.
- 1995 First Time Out – als Rosa – 12 afl.
- 1992-1994 Hardcore TV – als Lisa Lovescope – 3 afl.

- Library of Congress Control Number: no2018060939
- Virtual International Authority File: 8949152684037523430001
- WorldCat: E39PBJktpjBJQBrJftGgcg6Frq